# واسل
واسل (به فرانسوی: Vassel) یک کمون در فرانسه است که در Canton of Vertaizon واقع شده‌است.

## خصوصیات
واسل ۲٫۹۵ کیلومترمربع مساحت و ۲۰۰ نفر جمعیت دارد و ۳۲۳ متر بالاتر از سطح دریا واقع شده‌است.